# Ars poetriae
Ars poetriae är en medeltida form av retoriken som syftade till att lära sig skriva latinsk vers. Ars poetriae är därmed en del av diktkonsten, ars poetica, från grekiskans Poesis. Ars poetriae befinner sig i gränslandet mellan retoriken och grammatiken, som tillsammans med dialektiken skapade trivium: de tre första delarna av det antika utbildningssystemet, artes liberales (de sju fria konsterna.) I detta gränsland lärde man sig skriva både i obunden form, prosa, och bunden form, poesi. Poesiverk är en typ av kombination mellan retoriska och grammatiska figurer. Figurerna har dock inte samma funktioner och uppgifter som de har enskilt i varje fall. Inom de grammatiska traditionerna har figurerna en beskrivande roll och inom de retoriska har de en generativ roll. Inom ars poetriae är figurernas uppgift att bearbeta de traditionella grundtankarna för att skapa särskilda rim och ljudsymboliker. Diktkonsten ("poesi") är en form av litteratur som använder estetiska och rytmiska kvaliteter i språket såsom eufoni, ljudsymbolik, och rytm för att framkalla betydelser utöver den prosaiska (vardagliga) meningen.   
Diktkonsten har funnits i alla kulturer och det har varit ett sätt för människan att lära sig och förmedla historia och sagor till nya generationer utan att nödvändigtvis behärska skrivkonsten. Det nya intresset för denna lärokonst växte fram under 1200-talet, då den skriftliga stilen blev framträdande och fick större betydelse. 

## Tre delar
Under medeltiden kom ett växande komplex både inom kyrkovärlden och nationen att kräva effektivare och bättre kommunikation. Högre krav ställdes på skolväsendet för retorik och därför kom retoriken att delas upp i tre olika delar. Ars poetriae var en av dessa tre delarna, som kom att känneteckna de medeltida retoriska (lärande) konsterna. James J. Murphy delar in dessa in predikokonsten (ars praedicandi) som behandlade läran och konsten att predika, brevskrivandets konst (ars dictaminis) som avsåg att behandla konsten att skriva brev och diktkonsten (ars poetriae) som behandlade konsten att skriva verser. Inom ars poetriae finner vi mycket stränga krav för metoderna att skriva poesi.

## Poetria nova
Under medeltiden skrevs flera viktiga verk om skaldekonsten. Ett av de viktigaste av dessa var Poetria nova (1200-1214) ett verk skapat av Galfridus de Vinosalvo. Det är en lärande avhandling som sågs som en uppdatering av den äldre Ars poetica av Horatius och skulle ersätta denna. Poetria nova var den mest omtalade och använda manualen gällande praktik och teori om poesi. Författaren ansågs även vara den viktigaste personen gällande utvecklingen av ars poetriae. Den användes flitigt som exempel i skolorna och innehåller grundliga fördjupningar om exegetik.  Verket är en vers och kan tolkas som en lärande användning om hur man skapar en dikt.
Den är uppdelad i sju sektioner som består av:
- Förord
- Allmänna kommentarer
- Disposition
- Förstärkning och förkortning
- Prydnad av stil
- Minne och sändning av språket
- Epilog

Geoffrey fokuserar främst på fördjupningen inom poetiskt berättande i Poetria nova, samt föreskrifterna för stil och struktur för dessa. Hans fördelaktiga omdöme och rekommendationer för stilanvändning urskiljer sig inte från vad som ansågs som regelrätt. Dock stack hans starka betoning på hur viktigt det är med en strukturerad presentation av sin berättelse ut. 

## Diktande kvinnor
I och med de kulturella förändringarna under 1200-talet kom fler kvinnor att börja läsa och skriva. Flera verk blev tack vare det växande intresset publicerade på folkspråk, i stället för latin. Kvinnor fick inte och kunde inte studera under medeltiden, men tack vare publikationer på andra länders språk än latin var det lättare att vara delaktig, kunnig och påläst i de samtida litterära verken. Just poesi var ett populärt verk för kvinnorna i dåtidens samhälle, och det finns även flera verk och skrifter publicerade av kvinnor. 